# Freiesleben
(von) Freiesleben er en sachsisk adelsslægt, der kom til Danmark i 1700-tallet. Slægten er nulevende, og har levet i århundrede i Danmark. Slægten blev aldrig naturaliseret som dansk adel og tilhører derfor de mange ikke-naturaliserede adelsslægter i Danmark. Slægtens første kendte mand i Danmark, der skønnes at være slægtens stamfader til alle grene i landet, var Hans Henrik Freiesleben (født ca. 1683 i Sachsen-Anhalt, død 1757), der i 1719 nedsatte sig i landet som tobaksplantør.
Slægten stammer fra Sachsen og er efterkommere af en af de tre brødre Christoph, Leonhard og Ægyd de Freysleben fra Bøhmen, der af Kejser Karl 5. fik tildelt våbenbrev i 1544. Slægtens oprindelige navn har været det gammelsachiske eller plattyske "Freslewen, Frislewen" – en frilevende (mand).
Mineralet Freieslebenite er opkaldt efter Johann Carl Freiesleben (1774–1846).

## Våben
Våbenet var oprindeligt sort, bestående af to guld-jord (eller guld-trebjerg) stående sølvharniskklædte mænd ovenpå og under våbenkronen med guld-benklæder, der støtter venstre hånd på en blå kugle (globus) og i højre hånd løfter et rødt hjerte. (Hjelmmærke: En opstigende mand som i skjoldet. Hjelmklæde: Indvendig guld, udvendig sort). Derudover ses gule/blå skjoldholdere. Motto er: »Gjennem Kamp Til Sejr«.
Våbenet blev i Danmark gengivet efter aftryk af signet og anvendt af Kammerherre Oberst Theodor Freiesleben (1859-1935), optaget i Heraldisk Selskabs våbenrulle som nr. 522 for agnater af generalmajor Theodor Freiesleben (1825-1906), med udnævnelse til storkors af Dannebrog i 1898. Våbenet blev ophængt i Frederiksborg Slotskirke. 
Våbenet findes i dag på Fredensborg Slot, Frederiksborg Slot og Sølyst (som malet skydeskive i forbindelse med Theodor Freieslebens medlemskab hos Det Kongelige Kjøbenhavnske Skydeselskab og Danske Broderskab).

## Udvalgte medlemmer i Danmark
I Danmark har slægten haft en gennemgående tilknytning til dansk militær:
- Theodor Freiesleben (1825-1906), dansk officer (generalmajor). Afbildet på Laurits Tuxens maleri Man rejser sig fra bordet (1906) af middag hos Jacob Moresco.
- Carl Freiesleben (1853-1938), dansk officer og kammerjunker.
- Theodor Freiesleben (1859-1935), dansk officer og kammerherre. Chef for Den Kongelige Livgarde 1913-1920.
- Erik Theodor Christian von Freiesleben (1892-1979), dansk officer og kammerherre.
- Ernst Theodor Christian Andreas von Freiesleben (1897-1993), dansk officer og kammerherre. Chef for Den Kongelige Livgarde 1955-1959.
- Hans Jakob Flemming Freiesleben (1913-1998), dansk officer.
- Fritz Steen Freiesleben (1918-1990), dansk modstandsmand.[2]

- Carl-Erik Gustav von Freiesleben (1930-2019), dansk officer og hofembedsmand. Major ved Den Kongelige Livgarde.